# Senieji Trakai
Senieji Trakai (polska: Stare Troki, ryska: Старый Тракай) är en ort i Litauen.   Den ligger i kommunen Trakai och länet Vilnius län, i den sydöstra delen av landet, 21 km väster om huvudstaden Vilnius. Senieji Trakai ligger 159 meter över havet och antalet invånare är 1 501.
Terrängen runt Senieji Trakai är platt. Runt Senieji Trakai är det ganska glesbefolkat, med 42 invånare per kvadratkilometer. Närmaste större samhälle är Lazdynai, 16,0 km öster om Senieji Trakai. Omgivningarna runt Senieji Trakai är en mosaik av jordbruksmark och naturlig växtlighet.